# Fabian Stephan
Fabian Stephan (Zurigo, 21 luglio 1981) è un ex hockeista su ghiaccio svizzero, giocava come difensore.

## Carriera

### Club
Dopo una breve esperienza nelle giovanili dell'Kloten Flyers, Fabian Stephan crebbe nella squadra Under-20 del SC Bern, prima di esordire in prima squadra nella stagione 1998-1999. Dopo 78 incontri con una rete ed un assist, nel corso della stagione 2000-2001 Stephan fu ceduto in prestito prima all'EHC Biel, in Lega Nazionale B, successivamente ai SCL Tigers, squadra della Lega Nazionale A.
Dal 2001 fino al 2005 Fabian Stephan giocò con la maglia dei Rapperswil-Jona Lakers, dove in 172 presenze segnò 7 reti e fornì 13 assist; nella stagione 2003-2004 raggiunse il suo record realizzativo con 15 punti raccolti nell'arco della sola stagione regolare. Dopo quattro stagioni con i Lakers, Stephan ritornò ai Kloten Flyers per le successive tre annate. Con gli aviatori collezionò 160 presenze con tre gol e dieci assist.
Nel 2008 fu ingaggiato dall'HC Ambrì-Piotta Nella stagione 2009-2010 passò in prestito per metà della stagione in LNB con l'HC La Chaux-de-Fonds, marcando 9 punti in 26 presenze. Nell'estate del 2010 fu ufficializzata la sua cessione allo Chaux-de-Fonds, con un contratto valido fino al 2012.
Il 26 aprile 2012 fu ufficializzata la sua cessione all'HC Red Ice, formazione neopromossa in Lega Nazionale B. Per la stagione successiva Stephan trovò invece un accordo con l'EHC Basel.

### Nazionale
In nazionale vanta 21 presenze complessive con due reti e tre assist, raccolti fra il 1999 ed il 2001, con entrambe le selezioni giovanili: la nazionale Under-18 e quella Under-20. Ha preso parte ad un mondiale U18 e a due edizioni di quello U20.